# Blestemul Scorpionului de Jad
Blestemul Scorpionului de Jad (titlu original The Curse of the Jade Scorpion) este un film de comedie din 2001 cu și regizat de Woody Allen. În film mai interpretează Dan Aykroyd, Elizabeth Berkley, Helen Hunt, John Schuck, Wallace Shawn, David Ogden Stiers și Charlize Theron. Scenariul prezintă povestea unui detectiv de fraude în domeniul asigrărilor care este hipnotizat pentru a fura bijuteriile de a căror protecție s-a ocupat. 
Blestemul Scorpionului de Jad a primit recenzii mixte din partea criticilor și a fost un eșec comercial.

## Actori
- Woody Allen este C.W. Briggs
- Dan Aykroyd este Chris Magruder
- Helen Hunt este Betty Ann Fitzgerald
- Brian Markinson este Al
- Wallace Shawn este George Bond
- David Ogden Stiers este Voltan
- Charlize Theron este Laura Kensington
- Elizabeth Berkley este Jill
- Peter Gerety este Ned
- John Schuck este Mize

## Primire
Cu un buget de producție de 33 de milioane de dolari americani, este cel mai scump film al lui Allen. În raport cu majoritatea producțiilor sale cele mai de succes, filmul s-a descurcat prost în cinematografele americane, cu vânzări de bilete de peste șapte milioane de dolari americani. Veniturile sale globale au fost de 18,9 milioane de dolari americani. Cu toate acestea, în cei zece ani după lansare, a început să devină un film idol. Roger Ebert a afirmat că: „Există lucruri plăcute în film care nu au prea mult de-a face cu scenariul. Aspectul și senzația lui sunt neobișnuite; este un tribut adus unei epoci alb-negru, filmată în culori, și totuși culorile par lustruite și îmbătrânite. Niciun film noir nu s-a turnat color în anii 1940, dar dacă ar fi fost unul, ar fi arătat exact așa. Și o mare atenție este acordată femeilor interpretate de Hunt, Berkley și Theron; nu arată la fel ca femeile din filmul noir clasic și ca femeile din afișele filmului noir — costumele și stilurile lor le transformă în arhetipuri. Hunt este distractivă în special cu rolul său de damă înțeleaptă care îi datorează, poate, ceva lui Rosalind Russell în Mâna lui dreaptă (His Girl Friday).”